# 人日

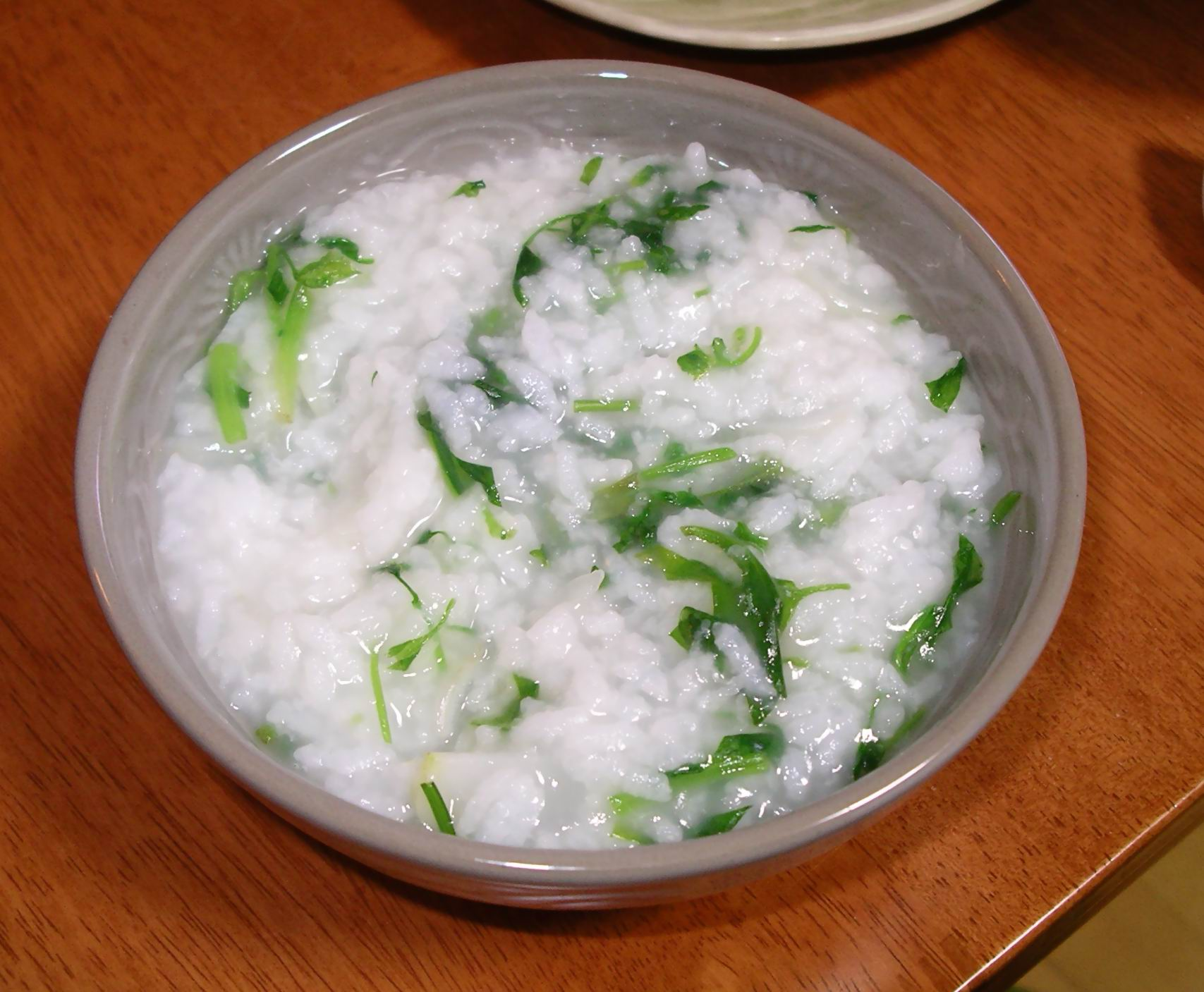
七草粥（ななくさがゆ）

人日（じんじつ）とは、五節句の一つ。1月7日。七草がゆを食べることから七草の節句（ななくさのせっく）ともいう。
また、霊辰（れいしん）、元七（がんしち）、人勝節（じんしょうせつ）ともいう。

## 風習
古来中国では、正月の1日を鶏の日、2日を狗（犬）の日、3日を猪（豚）の日、4日を羊の日、5日を牛の日、6日を馬の日とし、それぞれの日にはその動物を殺さないようにしていた。そして、7日目を人の日（人日 (中国)）とし、犯罪者に対する刑罰は行わないことにしていた。
また、この日には一年の無病息災を願って、また正月の祝膳や祝酒で弱った胃を休める為、7種類の野菜（七草）を入れた羹（あつもの）を食する習慣があり、これが日本に伝わって七草がゆとなった。日本では平安時代から始められ、江戸時代より一般に定着した。人日を含む五節句が江戸幕府の公式行事となり、将軍以下全ての武士が七種粥を食べて人日の節句を祝った。
また、この日は「新年になって初めて爪を切る日」ともされ、「七種を浸した水に爪をつけて、柔かくしてから切ると、その年は風邪をひかない」とも言われている。
なお、経緯からわかるように、本来は1月7日 (旧暦)の風習である。